# Cyrtopholis agilis
Cyrtopholis agilis is een spinnensoort uit de familie van de vogelspinnen (Theraphosidae). De wetenschappelijke naam van de soort werd in 1903 gepubliceerd door Reginald Innes Pocock.
De soort komt voor op Hispaniola.